# Jaime Valdés
Jaime Andrés Valdés Zapata (ur. 11 stycznia 1981 w Santiago) – chilijski piłkarz, występujący na pozycji pomocnika. Od 2011 roku jest zawodnikiem Parmy, do której jest wypożyczony ze Sportingu CP.

## Kariera klubowa
Valdés profesjonalną karierę rozpoczynał w 1998, w barwach CD Palestino. Mimo młodego wieku regularnie grał w pierwszym zespole. W 2000 trafił do Europy, a konkretnie do włoskiego Bari. Już w debiutanckim sezonie w Serie A jego ekipa spadła do drugiej ligi. Wtedy odeszło z klubu kilku kluczowych zawodników, dzięki czemu Valdés umocnił swoją pozycję w drużynie. W 2004 trafił do beniaminka pierwszej ligi – Fiorentiny. Nie zdołał tam się jednak przebić do wyjściowej jedenastki, zaliczając zaledwie pięć występów w barwach pierwszej drużyny. Chcąc częściej grywać w podstawowej jedenastce odszedł do Lecce, z którym podobnie jak z Bari, został relegowany do Serie B. W 2008 wraz ze swoim klubem wywalczył do ekstraklasy. Po tym osiągnięciu przeszedł do Atalanty BC. Przez 2 sezony był jej podstawowym graczem, po czym latem 2010 trafił do portugalskiego Sportingu CP. W 2011 roku wypożyczono go do Parmy.

## Kariera reprezentacyjna
Valdés od 2001 roku rozegrał 3 spotkania w reprezentacji Chile.